# Julián Marías
Julián Marías Aguilera (Valladolid, 17 de junho de 1914 — Madrid, 15 de dezembro de 2005) foi um filósofo espanhol, considerado o principal discípulo de José Ortega y Gasset. Foi diretor do "Semanário de Estudos de Humanidades", membro da Real Academia Espanhola e da Real Academia de Belas-Artes e doutor honoris causa em Teologia pela Universidade Pontifícia de Salamanca.

## Biografia
Marías fez o curso de filosofia na Universidade de Madrid (1931-1936), onde encontrou o que ele próprio denominou de vida intelectual, tendo frequentado os cursos de José Ortega y Gasset, Xavier Zubiri, José Gaos, Julián Besteiro, Manuel García Morente etc. A primeira edição do seu livro História da Filosofia, apareceu em 1941. O livro alcançou grande difusão, inclusive no Brasil onde foi recentemente reeditado. Em 1948, com a volta de Ortega a Espanha, fundam o Instituto de Humanidades. Visto como persona non grata pelas universidades espanholas, ministrou diversos cursos em universidades americanas e européias. Em 1969 publicou o livro Antropologia Metafisica, que marcou um novo nível no desenvolvimento de sua filosofia. A obra de Julián Marías é extensa e tem como temas principais a filosofia vista a partir de uma perspectiva pessoal e biográfica, a pessoa humana, a história, sociologia e a literatura.

## Obra
- Historia de la filosofía (1941)
- Introducción a la filosofía (1947)
- Biografía de la Filosofía (1954)
- Idea de la Metafísica (1954)
- La estructura social (1955)
- Ortega. I. Circunstancia y vocación (1960)
- Antropología metafísica (1970)
- España inteligible. Razón histórica de las Españas (1985)
- Una vida presente. Memorias (1989)
- La felicidad humana (1989)
- La educación sentimental (1992)
- Razón de la filosofía (1993)
- Mapa del mundo personal (1993)
- Tratado de lo mejor (1995)
- Persona (1996)